# Catastrophe ferroviaire de Melun du 4 novembre 1913
Ne doit pas être confondu avec Catastrophe ferroviaire de Melun du 17 octobre 1991.
La catastrophe ferroviaire de Melun du 4 novembre 1913 a eu lieu dans la ville chef-lieu du département de Seine-et-Marne et a causé la mort de quarante et une personnes. Le 17 octobre 1991, soit 78 ans plus tard, une autre collision se produira presque au même endroit dans des circonstances analogues.

## Melun, carrefour d'itinéraires
En novembre 1913, le trafic ferroviaire de Paris à Lyon par la ligne dite «impériale» pouvait entre Villeneuve-Saint-Georges et Montereau suivre deux parcours, chacun empruntant alternativement les rives droite et gauche de la Seine en croisant l'autre à Melun.
L'itinéraire historique, ouvert en 1854, passait par Brunoy en suivant la rive droite du fleuve, qu'il franchissait à Melun pour se diriger vers Montereau par Fontainebleau. Son quadruplement, déjà réalisé fin mai 1906 entre Villeneuve-Saint-Georges et Brunoy, était en cours d'achèvement jusqu'à Melun.
Depuis 1897, les trains pouvaient aussi à partir de Villeneuve-Saint-Georges suivre une variante utilisant la ligne de Corbeil-Essonnes à Montereau. Celle-ci était tracée sur la rive gauche de la Seine jusqu'à Melun, puis sur sa rive droite par Héricy, vers Montereau, où elle retrouvait la ligne principale en traversant à nouveau le fleuve.

## Circonstances de l'accident
Il a eu lieu vers 21 heures 20, lorsque deux convois de sens contraire, le train poste no 11 reliant Paris à Marseille, et le rapide no 2 remontant de Marseille vers Paris sont entrés en collision à la bifurcation de Melun.

### Le train posteno11
Il avait quitté Paris à 20 heures 40. Non ouvert aux voyageurs, il était composé, outre les deux fourgons de tête et de queue réglementaires, de neuf wagons affectés exclusivement au transport du courrier et du personnel chargé de le traiter en cours de route, une soixantaine d'agents des PTT couramment appelés «ambulants». Il comprenait deux allèges de stockage des sacs et sept wagons de tri de 14 ou 18 mètres dénommés en fonction de leur spécialisation géographique «Lyon II», «Marseille», «Méditerranée», «Lyon-rapide», «Paris-Besançon», «Paris-Mont-Cenis», «Paris-Pontarlier», traitant selon leur destination non seulement les correspondances locales, mais aussi celles destinées à la Suisse, l'Italie, la Grèce, l'extrême orient et l'Afrique du Nord. Son premier arrêt était prévu à Laroche-Migennes.

### Le rapideno2
Il avait quitté Marseille à 9 heures et comprenait lui aussi onze véhicules, avec en tête deux fourgons et un wagon postal ambulant venant de Nice, suivis de sept voitures de première et deuxième classe et d'un fourgon de queue. Environ cent cinquante personnes y avaient pris place, notamment des passagers anglais et hollandais débarqués à Marseille du paquebot assurant la Malle des Indes, auxquels s'étaient ajoutés des voyageurs montés au fil des arrêts, dont une soixantaine à Tarascon, en correspondance du réseau du Midi. Il était remorqué par une locomotive de type Pacific, avec pour équipe de conduite le mécanicien Jules Dumaine et son chauffeur Louis Nicolle, du dépôt de Laroche.

### La collision
Selon le graphique de circulation, après avoir suivi le parcours par Brunoy et Combs-la-Ville, le train 11 devait bifurquer à Melun pour emprunter à 21 heures 14 les voies transitant par Héricy. Celles-ci, au sud de la gare, passaient sous la ligne impériale juste avant de franchir la Seine sur un pont métallique, et compte tenu de la circulation à gauche des trains français et de la configuration des lieux, le convoi, circulant sur voie 1 à l'entrée nord de la gare, devait être aiguillé vers la droite pour rejoindre la ligne nouvelle en cisaillant la voie 2 remontant vers Paris, sur laquelle le passage du rapide venant de Marseille n'était attendu qu'à 21 heures 21.

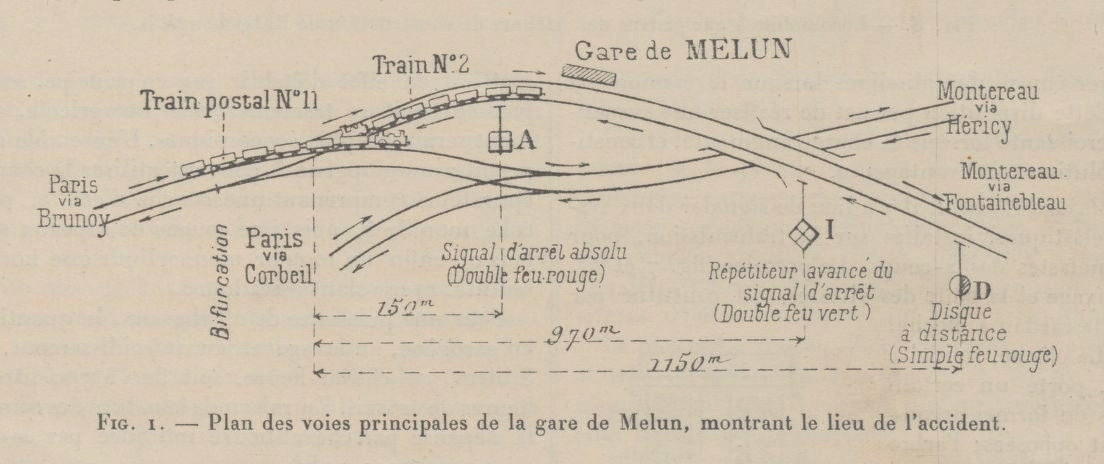
Schéma du lieu de la catastrophe publié par la revue «Le Génie Civil» du 15 novembre 1913.

Bien que ce jour-là le train poste ait pris un retard de sept minutes, l'agent de service au poste d'aiguillage lui avait préparé l'itinéraire vers Héricy comme à l'accoutumée, malgré l'arrivée imminente du train n° 2, puisque les enclenchements entre appareils de voie et signalisation optique le protégeaient en fermant automatiquement les signaux sur la voie 2 qu'il recoupait. Or, c'est seulement au dernier, implanté cent-cinquante mètres avant la bifurcation, que le mécanicien du rapide réagit en opérant un freinage d'urgence. Malgré cette tentative désespérée, il aborda le croisement à la vitesse de 80km/h et prit en écharpe le train poste qui s'y était déjà engagé, dont il fracassa quatre wagons suivant le fourgon de tête: les trois ambulants Paris-Besançon, Paris-Mont-Cenis, Paris-Pontarlier et une allège. La machine du rapide se coucha sur son flanc gauche, l'avant enfoncé dans le sol. Son tender formant un obstacle pour les véhicules qui suivaient, le fourgon de tête et le wagon poste l'escaladèrent, avant de retomber disloqués sur le côté, alors que le second fourgon à bagages ainsi que deux voitures, une de deuxième classe et une mixte, s'y encastrèrent et furent écrasés sous la pression du reste du convoi.
Dans le choc, les réservoirs de gaz des voitures et des wagons poste accidentés explosèrent, provoquant un incendie qui se propagea rapidement à l'ensemble des décombres.

## Opérations de secours
La collision ayant eu lieu en ville et à proximité immédiate de la gare, les secours, auxquels les fantassins du 13e régiment de dragons et du 31e régiment d'infanterie, en garnison à Melun, ainsi que les pompiers de la ville prirent une part déterminante, furent assez rapidement sur place. Toutefois, s'ils parvinrent in extremis à éloigner un wagon-réservoir contenant 1400m3 de gaz comprimé garé à proximité du sinistre, ils durent reculer devant la violence des flammes dévorant les épaves des wagons en feu, sans pouvoir en dégager les victimes qui y demeuraient coincées, et furent carbonisées.
Une fois l'incendie maîtrisé, on entreprit de rassembler les débris humains en vue de leur identification, et de recueillir et mettre en sûreté les objets de valeur épargnés par le feu, appartenant aux voyageurs ou transportés dans le train postal. Les opérations de déblaiement furent menées avec le concours d'une grue de 50 tonnes envoyée de Dijon, et permirent le rétablissement de la circulation sur une voie vingt-deux heures après l'accident.

## Bilan
Selon les chiffres officiels définitifs fournis au Sénat par le ministre des travaux publics trois mois plus tard, la catastrophe fit 41 morts et 57 blessés. Au nombre des victimes figurait notamment un chirurgien renommé de l'Hôtel-Dieu de Lyon, le professeur Mathieu Jaboulay, dont le corps fut finalement reconnu par recoupement de divers témoignages alors que neuf autres ne purent être formellement identifiés compte tenu de leur état.
L'administration des PTT avait subi de lourdes pertes, tant humaines que matérielles. Ainsi, dans ses quatre wagons-poste détruits ou endommagés, quinze de ses postiers avaient été tués et dix blessés, dont sept très grièvement. Dans l'accident et l'incendie disparurent aussi le courrier international pour la Suisse (dont la valise diplomatique de l'ambassade de France à Berne), l'Italie, l'Égypte et la Grèce, ainsi que celui destiné aux départements de l'Ain, de la Côte-d'Or, du Jura, du Doubs, de la Savoie, de la Haute-Savoie, de la Drôme, du Vaucluse, du Gard et de l'Hérault.

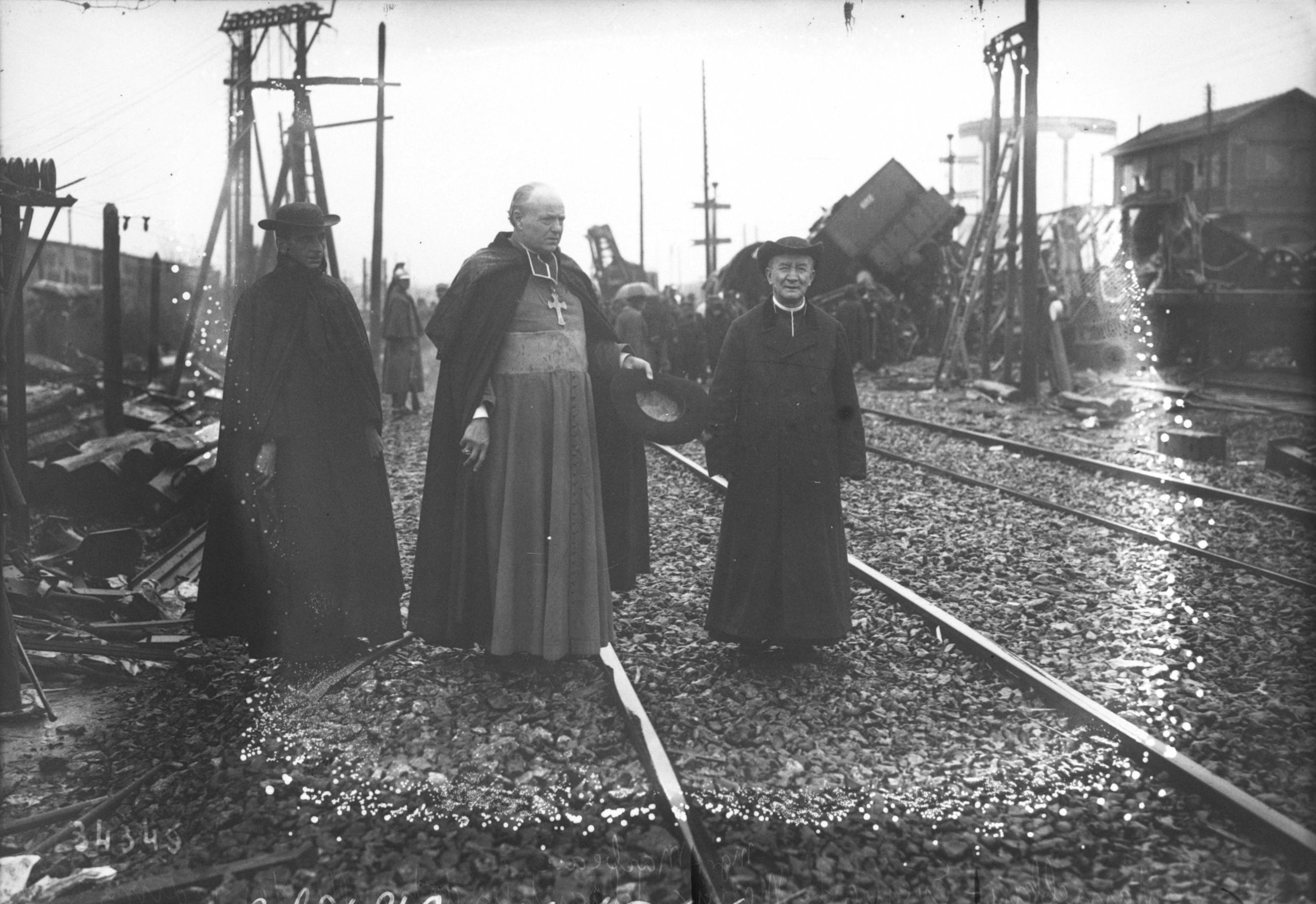
Monseigneur Marbeau, évêque de Meaux, sur les lieux de la catastrophe de Melun

## Émotion et empathie
De tous les horizons affluèrent les témoignages de sympathie et de compassion. Ainsi, le roi d'Espagne Alphonse XIII, le bourgmestre de Vienne, les responsables des postes de Hollande, d'Italie et du Portugal adressèrent des messages de condoléances. Les plus hautes autorités civiles et religieuses, et notamment le Président de la République, Raymond Poincaré, et l'évêque de Meaux, Monseigneur Marbeau, vinrent se recueillir  sur les lieux de la catastrophe et visiter les blessés hospitalisés. Même le Premier ministre de Russie, M. Kokovtzof, arrivant en France pour une visite officielle et dont le train était bloqué à Melun par l'accident, se rendit sur place et témoigna de sa solidarité par un don de 500 francs en faveur des victimes.
Les postiers ambulants, fonctionnaires de l'État, firent l'objet d'une sollicitude particulière. Lors de sa séance du 6 novembre, la Chambre des députés vota à l'unanimité une loi octroyant deux crédits, l'un de 12 000 francs pour l'aide aux familles des morts et des blessés, l'autre de 14 000 francs pour la prise en charge des obsèques solennelles des quinze tués. Celles-ci eurent lieu le 8 novembre en présence de nombreuses personnalités, dont M. Alfred Massé, ministre du commerce, dans la cour des arrivées de la gare de Lyon transformée pour la circonstance en chapelle ardente. La médaille d'honneur en or des postes et télégraphes fut décernée aux sept ambulants grièvement blessés.
L'inhumation au cimetière de Melun des restes des neuf victimes demeurant non identifiées après la catastrophe eut lieu le 11 novembre en présence de M. Joseph Thierry, ministre des travaux publics et du maire de la ville.

## Responsabilités
Immédiatement après avoir été informées de la collision, les autorités judiciaires avaient procédé à des vérifications sur les appareils de voie, les enclenchements et les signaux, et constaté que l'ensemble fonctionnait parfaitement. Ainsi, en abordant la gare de Melun, le mécanicien du rapide qui roulait à 90 km/h, avait-il d'abord rencontré un premier signal avancé placé 1 150 mètres avant la bifurcation, prenant la forme d'un disque rouge repérable de nuit par un feu rouge, et l'avertissant qu'il devait se rendre maître de sa vitesse afin d'être en mesure de s'arrêter. Ensuite, 180 mètres plus loin, était implantée une cocarde en forme de losange présentant un damier vert et blanc signalé de nuit par deux feux verts, annonçant la bifurcation à 970 mètres et l'imminence d'un autre signal la couvrant. Celui-ci était situé à 150 mètres de la bifurcation, et présentait le carré à l'aide d'une cocarde, effaçable à l'ouverture, en forme de carré présentant un damier rouge et blanc adjoint de deux feux rouges, pour observation de nuit, ordonnant l'arrêt immédiat. Or, le train franchit les deux premiers signaux sans modifier son allure initiale, et c'est seulement au troisième que le freinage d'urgence fut déclenché, mais trop tardivement pour éviter la collision.
Le choix de l'aiguilleur du poste de Melun donnant au train poste en retard la priorité sur un rapide qui trouvait habituellement la voie libre pouvait être discuté, mais n'était pas pour autant fautif. Le franchissement par le train no 2 des signaux fermés fut donc considéré comme la seule cause de la catastrophe, et l'enquête s'employa à en rechercher les responsables.
Selon les textes et leur interprétation par les tribunaux, le respect de la signalisation incombait principalement au mécanicien, mais aussi au chef de train, qui devait pallier une éventuelle carence de celui-ci en l'alertant et au besoin en s'y substituant par l'ouverture du robinet de frein. Entendus par les enquêteurs, le conducteur-chef du fourgon de tête, Charles Vernet, âgé de 50 ans, soutint avoir bien constaté que le mécanicien brûlait les trois signaux et avoir immédiatement agité la cloche d'alarme destinée à l'en avertir, le conducteur du fourgon de queue, M. Daudans, bien que non tenu de surveiller la signalisation, affirma qu'à la vue du carré fermé il avait ouvert son robinet de frein. Le mécanicien Jules Dumaine déclara qu'il n'avait ni vu les deux premiers signaux, ni entendu la cloche, et que lui seul avait déclenché le freinage d'urgence au franchissement du carré. Il imputait sa réaction tardive à l'absence de visibilité causée à la fois par un épais brouillard et la fumée rabattue depuis l'avant de sa machine. Son chauffeur, Louis Nicolle, se borna à confirmer ses assertions.
Après avoir reçu ces déclarations contradictoires, les autorités judiciaires, qui avaient initialement fait incarcérer Dumaine, autorisèrent sa remise en liberté provisoire. Le 24 février 1914, le juge d'instruction Jozon décida de le renvoyer, ainsi que le chef de train Vernet, devant le tribunal correctionnel de Melun.
Lors du procès, ouvert le 18 mars 1914, la mauvaise visibilité des signaux fut reléguée au rang de question secondaire lorsqu'il apparut que le comportement, jusque-là irréprochable, de Jules Dumaine témoignait, depuis quelque temps, d'un certain relâchement. Ainsi avait-il déjà été blâmé trois fois l'année précédente pour avoir brûlé des signaux. Des cheminots appelés comme témoins révélèrent que la veille encore, en tête d'un train de messageries, il avait dû faire machine arrière après avoir manqué l'arrêt de Joigny, mais avait convaincu ses collègues de ne pas signaler l'incident.
Le 27 mars 1914, le tribunal condamna Dumaine et Vernet respectivement à quatre et un mois de prison ; statuant sur la demande de la veuve d'un postier, seule à se porter partie civile après indemnisation amiable des autres victimes par le PLM, il lui attribua un capital de 4 000 francs et une rente annuelle de 1 200 francs.
Avec le soutien de la Fédération des cheminots, Dumaine seul fit appel de sa condamnation, et le 15 mars 1915, la cour d'appel de Paris lui accorda le sursis.

## Suites
Au-delà des erreurs humaines directement à l'origine de la catastrophe, celle-ci avait révélé une fois encore l'inadaptation des techniques ferroviaires de l'époque à la prévention des dangers créés par l'accroissement de la vitesse et de la fréquence des trains. L'émoi qu'elle suscita chez les cheminots et les postiers ambulants, milieux fortement syndicalisés et politisés, se traduisit par un nouveau mouvement de protestation contre les risques de leur profession et par la revendication d'améliorations concrètes de la sécurité. Ainsi, dès l'incarcération de Dumaine, une délégation de la Fédération générale des Groupements de Mécaniciens et Chauffeurs des Chemins de fer  s'était-elle présentée  successivement aux ministères des travaux publics, puis de la justice, pour demander sa remise en liberté. Le lendemain, «La Tribune de la voie ferrée», organe officiel des professionnels des chemins de fer publiait un article intitulé «Mécaniciens et chauffeurs, défendez vous!» s'insurgeant contre son arrestation et réclamant un certain nombre de mesures de sécurité.
Ces doléances furent largement relayées par les parlementaires lors des longs et riches débats sur les interpellations adressées au gouvernement dans leurs assemblées respectives par quatre députés, Adolphe Girod, Albert Willm, Georges Berry et Jean Colly, et un sénateur, Léon Jénouvrier, qui illustrèrent l'intérêt des retours d'expérience mais aussi confirmèrent les limites de l'intervention des pouvoirs publics sur trois questions de sécurité récurrentes ayant joué un rôle déterminant dans l'accident.

### Les conditions de perception des signaux
Même si lors des débats parlementaires le nouveau ministre des travaux publics, M. Fernand David persistait à soutenir que la signalisation de la bifurcation de Melun était conforme aux exigences de la sécurité, elle s'était avérée manifestement insuffisante et inadaptée, comme le  démontra à la Chambre le député socialiste Jean Colly prenant la défense du mécanicien. Dès le lendemain de la catastrophe, la Fédération générale des Groupements de Mécaniciens et Chauffeurs des Chemins de fer avait d'ailleurs rappelé ses multiples et vaines démarches antérieures pour obtenir le déplacement des signaux, mal perceptibles dans le brouillard, et trop rapprochés du croisement compte tenu de l'augmentation de la vitesse des trains. Confirmant implicitement ces déficiences, le ministre exigea et obtint du PLM un allongement immédiat à 2420 mètres de la distance entre la bifurcation et le signal avancé la protégeant.
Abstraction faite du cas particulier de Melun, l'accident confirma qu'avec l'augmentation de la vitesse des trains et de la technicité de leur conduite, une surveillance purement visuelle des signaux par les mécaniciens ne garantissait pas des conditions suffisantes de sécurité. Après que se furent enchainées les catastrophes de Villepreux, Saujon et Courville, des parlementaires avaient déjà proposé, pour éviter les collisions, qu'un troisième agent, installé à l'avant dans une loggia de surveillance, soit adjoint aux deux membres de l'équipe de conduite des locomotives à vapeur. Bien que renouvelée lors des débats sur les interpellations, cette demande resta sans suite.
En revanche, alors que la répétition de la signalisation optique par des indications acoustiques rappelant les mécaniciens à la vigilance n'en était qu'au stade expérimental, l'évènement contribua à hâter sa mise en place, notamment au moyen de patins contacteurs dits crocodiles installés entre les rails et déclenchant au passage un signal sonore dans les locomotives grâce à un appareil répétiteur-enregistreur. Immédiatement après la catastrophe, cette opération, pour laquelle l'autorisation avait été demandée par le PLM en 1912, mais seulement obtenue en mars 1913, commença sur la ligne Paris-Dijon. Dans une circulaire du 27 novembre 1913, le ministre des travaux publics recommanda la généralisation de tels équipements pour les trains rapides et express, en donnant deux mois aux compagnies pour lui présenter des avant-projets.

### L'éclairage au gaz
Alors qu'un certain nombre de compagnies avaient commencé à doter progressivement leurs rapides et express de l'éclairage électrique, déjà préconisé par de nombreuses circulaires ministérielles à la suite de précédents accidents, le PLM persistait à utiliser le gaz de pétrole, dont les réservoirs placés sous les voitures avaient en explosant encore aggravé les conséquences catastrophiques de la collision.
La commission centrale d'étude des ambulants, réunie en assemblée générale dès le 8 novembre 1913, avait demandé l'abandon de ce mode d'éclairage pour les wagons-poste, véhicules appartenant à l'État. Toutefois, le coût du changement et les problèmes d'insertion de ces matériels dans celui des compagnies ne permettant pas de donner une satisfaction immédiate à cette revendication, on se borna à doter de l'éclairage électrique les seuls wagons des deux trains poste circulant sur le réseau du Nord, en promettant l'extension progressive de cet équipement au reste du parc des PTT. Afin de hâter le changement pour l'ensemble des compagnies, dans sa circulaire du 27 novembre 1913, M. Joseph Thierry, ministre des travaux publics indiquait qu' «aucun projet de matériel roulant pour trains de vitesse ne sera désormais approuvé s'il comporte l'éclairage par le gaz». Cette disposition fut confirmée par son successeur, M. Fernand David, qui jugea utile de la reprendre dans une autre circulaire du 17 janvier 1914.

### Les cisaillements d'itinéraires

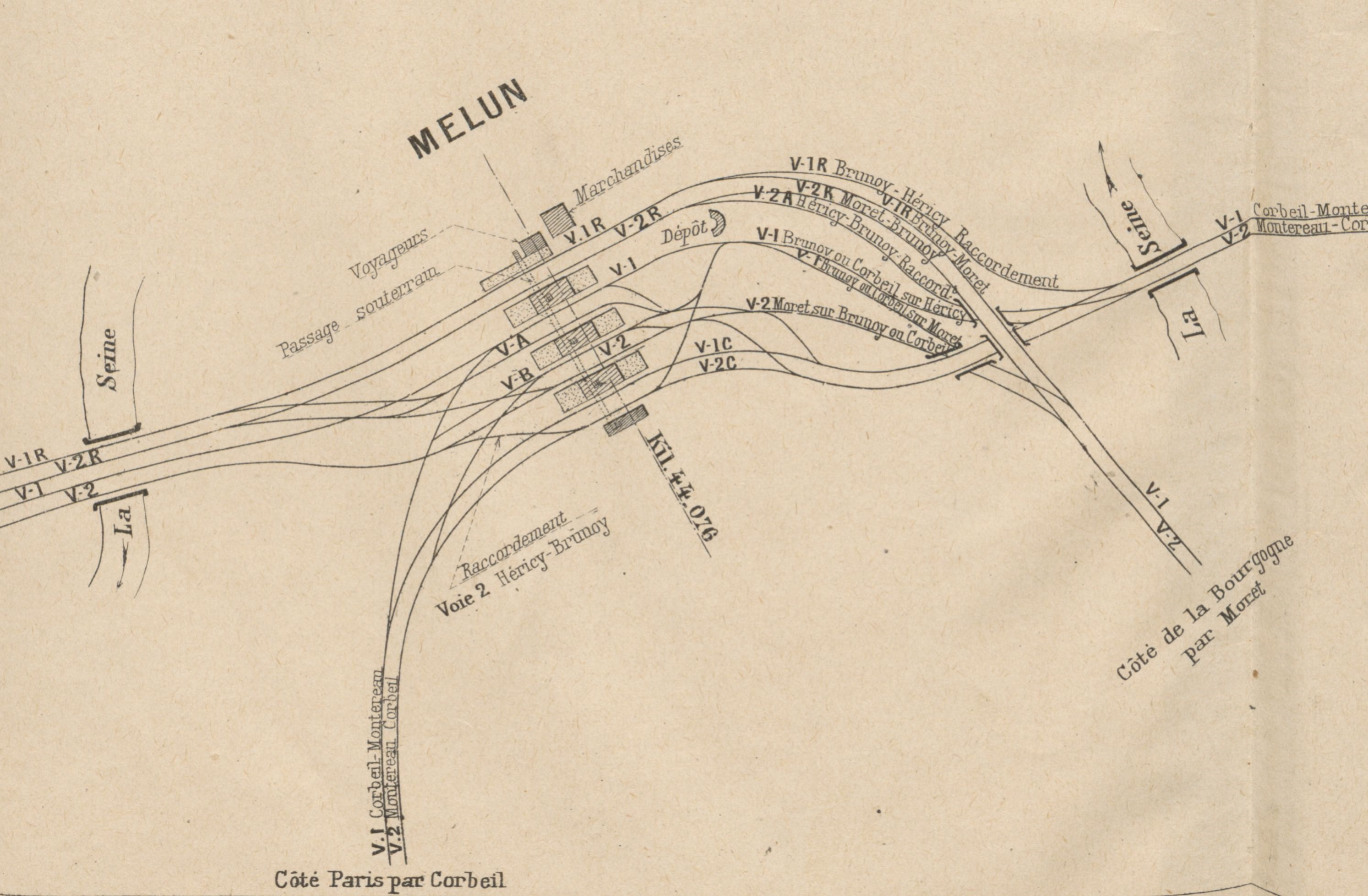
Projet d'aménagement de la gare de Melun en 1906.

À Melun, la ligne de Corbeil-Essonnes à Montereau par Héricy franchissait sous un passage inférieur l'itinéraire historique de Paris à Lyon, mais pour la rejoindre, les trains venant de Paris par Brunoy devaient croiser à niveau la voie 2 de celui-ci. Ainsi, paradoxalement, ce cisaillement rendait dangereuse une configuration devant en principe garantir la sécurité, alors qu'un raccordement direct partant sur la gauche aurait permis d'éviter la collision. Celui-ci figurait d'ailleurs dès 1906 parmi les projets d'aménagement du PLM, mais n'avait toujours pas été autorisé en 1913.
Le 13 février 1914, lors des débats au Sénat, le ministre indiqua que la disposition initiale des voies avait été définie en fonction des perspectives d'urbanisation de Melun, mais que pour tirer les conséquences de la catastrophe, le PLM entreprenait dès maintenant la construction du raccordement.
Alors que des parlementaires, évoquant les dangers d'autres embranchements très fréquentés, notamment celui de Montereau, réclamaient la généralisation des sauts de mouton, d'aucuns faisaient observer que ces ouvrages réduisaient mais ne supprimaient pas les risques de collision, inhérents à l'existence de toute bifurcation. La justesse de leurs objections fut tragiquement confirmée soixante-dix-huit ans plus tard, le 17 octobre 1991, lorsqu'à peu près au même endroit un train de marchandises venant de la ligne de Corbeil-Essonnes franchit un signal fermé et heurta de front un train de nuit venant de Nice, faisant seize morts.